# Віктимологія
Віктимологія (лат. victima — жертва, лат. logos — вчення) — міждисциплінарна область, що досліджує віктимізацію, тобто процес становлення жертвою злочину. Віктимологія займається переважно потерпілими від злочинів як носіями індивідуальної чи групової здатності стати жертвами злочинного діяння. Західна[яка?] віктимологія вивчає в тому числі відносини між жертвами й злочинцями, взаємодію жертв і системи кримінального судочинства — а саме поліції, судів і співробітників виправних установ — і зв'язок жертв з іншими соціальними групами та інститутами, такими як ЗМІ, бізнес і соціальні рухи.

## Схильність до становлення жертвою злочину
Схильність до того, щоб стати жертвою злочину, в науковій традиції називають віктимністю, хоча у цього терміна є й інші значення. У західній[якій?] віктимології тема схильності до становлення жертвою (victim proneness) є гостро дискусійною[джерело?]. Сам цей термін і близький термін «необачність жертви» (victim precipitation) неодноразово піддавалися критиці як «спосіб приписування жертві провини за злочин», «звинувачення жертви». Багато авторів відзначають методологічні дефекти при застосуванні цих понять деякими авторами — зокрема, довільну інтерпретацію фактів і помилку логічного кола.
Відповідно до теорії навколишнього середовища (environmental theory), злочинця і жертву об'єднують місце й умови вчинення злочину. Наприклад, дослідження, проведені у 2010 році в США, показали, що рівень насильницьких злочинів і віктимізації нижче в тих міських районах, де висаджено більше високих дерев. На думку одного з дослідників, дерева можуть покращувати якість життя завдяки зниженню рівня злочинності, бо дають зрозуміти потенційному злочинцеві, що район доглянутий, а значить, для злочинця вище ризик бути спійманим.
Іноді схильність до становлення жертвою описується за ймовірнісної точки зору. Так, дослідження показують, що жертвами повторних злочинів найчастіше є чоловіки у віці 24—34 років. У разі неповнолітніх злочинців, за даними досліджень, жертвами серйозних правопорушень частіше стають знайомі люди; найчастіші злочини, що здійснюються підлітками щодо людей, яких вони знають, — це статеві злочини, напади та вбивства. Підлітки, що віктимізують незнайомих людей, найчастіше здійснюють незаконне обмеження свободи, напади, пограбування та збройні пограбування.

## Історія дисципліни
Наука віктимологія виникла спочатку як розділ кримінології, пізніше як самостійна дисципліна.
У першій половині XX століття представники інтеракціонізму, досліджуючи фактори злочинності, вперше почали писати про роль жертви у процесі криміналізації особистості. Одним з таких авторів був Е. Сатерленд, що присвятив жертвам злочинів третю главу свого підручника «Кримінологія» (1924 р.). У 1941 році німецький кримінолог Герберт фон Гентіг опублікував у США статтю «Зауваження з приводу інтеракції між злочинцем і жертвою», а через сім років — монографію «Злочинець і його жертва. Дослідження з соціобіології злочинності». Віктимологічним проблемам в його книзі була присвячена остання частина, яка називалася «Жертва» (у першій частині досліджувалися питання будови тіла як фактора злочинності, в другій розглядалися соціобіологічні елементи злочину, в третій — проблеми географії злочинності). Поступово число послідовників Г. Гентіга стало збільшуватися. Його віктимологічні ідеї привернули увагу ряду вчених. Наприклад, активно підтримав народження нового наукового напрямку Б. Мендельсон. Засновником радянської віктимологічної школи вважається Лев Вульфович Франк (1920—1978).
Якщо радянська і пострадянська віктимологічні школи продовжують спиратися на ранню позитивістську віктимологію, то західна віктимологія зазнала суттєвих змін в 1970-ті, коли з критикою позитивістського підходу виступили феміністські автори, а також правозахисні організації, зокрема, рух за права постраждалих від домашнього насильства[ненейтрально].